# Mezzanotte al Magnolia
Mezzanotte al Magnolia (Midnight at the Magnolia) è un film del 2020 diretto da Max McGuire. Il film è stato prodotto da Neshama Entertainment in Canada e distribuito su Netflix il 5 novembre 2020.

## Trama
Maggie e Jack, due conduttori di una radio locale nonché migliori amici fin dall’infanzia, devono condurre uno speciale al Magnolia, il locale jazz di Chicago gestito dai loro genitori, la sera della vigilia di Capodanno in cui devono presentare a tutti i loro amanti. I due decidono di sorprendere tutti dichiarandosi fidanzati pur di non svelare a tutti la verità: essere stati mollati a poche ore dallo speciale. La farsa finirà per avere ripercussioni inattese sulle loro vite.

## Produzione
Le riprese del film sono state svolte in Canada a Ottawa, nel gennaio del 2020, prima della pandemia di COVID-19.

## Distribuzione
Il film è stato diffuso sulla piattaforma Netflix il 5 novembre 2020.

## Accoglienza

### Critica
Sull'aggregatore Rotten Tomatoes ha ricevuto tre recensioni professionali, di cui una positiva. Il critico Roger Moore sul sito Movie Nation, l'ha definita una commedia natalizia "insapore come un pane in cassetta industriale, e tagliente come un coltello per il burro", lamentando la scarsa chimica fra i due protagonisti e la trama piatta e priva di colpi di scena

## Riconoscimenti
- 2022 – Canadian Screen Awards
  - Candidatura al miglior film televisivo a Arnie Zipursky, Marly Reed, Hayden Baptiste, Alexandra Waring, Andrew C. Erin, Marianne C. Wunch, Hannah Pillemer e Fernando Szew[2]